# Орбек (кантон)
Орбек (фр. Orbec) — упраздненный кантон во Франции, находился в регионе Нижняя Нормандия. Департамент кантона — Кальвадос. Входил в состав округа Лизьё. Население кантона на 2006 год составляло 9189 человек.
Код INSEE кантона 1426. Всего в кантон Орбек входило 19 коммун, из них главной коммуной являлась Орбек.

## Коммуны кантона
- Серне — население 116 чел.
- Серкё — население 108 чел.
- Куртон-ле-Дёз-Эглиз — население 582 чел.
- Фамийи — население 127 чел.
- Фриардель — население 230 чел.
- Ла-Шапель-Ивон — население 495 чел.
- Ла-Крупт — население 111 чел.
- Ла-Фольтьер-Абнон — население 157 чел.
- Ла-Веспьер — население 939 чел.
- Мёль — население 389 чел.
- Орбек — население 2422 чел.
- Прео-Сен-Себастьен — население 40 чел.
- Сен-Сир-дю-Ронсере — население 665 чел.
- Сен-Дени-де-Майок — население 319 чел.
- Сен-Жюльен-де-Майок — население 450 чел.
- Сен-Мартен-де-Бьенфет-ла-Крессоньер — население 479 чел.
- Сен-Мартен-де-Майок — население 815 чел.
- Сен-Пьер-де-Майок — население 457 чел.
- Тордуэ — население 288 чел.